# Шарлота фон Хесен-Хомбург
Шарлота Доротея София фон Хесен-Хомбург (на немски: Charlotte Dorothea Sophie von Hessen-Homburg; * 17 юни 1672, Касел; † 29 август 1738, Ваймар) от род Дом Хесен, е принцеса от Хесен-Хомбург и чрез женитба херцогиня на Саксония-Ваймар (1694 – 1707).

## Живот
Тя е най-възрастната дъщеря на ландграф Фридрих II фон Хесен-Хомбург (1633 – 1708), известен като „принца фон Хомбург“, и втората му съпруга принцеса Луиза Елизабет от Курландия (1646 – 1690), дъщеря на херцог Якоб Кетлер и на Луиза Шарлота фон Бранденбург, сестрата на Великия курфюрст Фридрих Вилхелм (1620 – 1688). Сестра е на ландграф Фридрих III фон Хесен-Хомбург (1673 – 1746).
Шарлота се омъжва на 4 ноември 1694 г. в Касел за Йохан Ернст III (1664 – 1707) от ернестинските Ветини, херцог на Саксония-Ваймар. Тя е втората му съпруга. Йохан Ернст има от първия си брак със София Августа фон Анхалт-Цербст (1663 – 1694) пет деца и е алкохолик, поради което управлява реално (de facto) брат му Вилхелм Ернст.
Шарлота построява през 1702 – 1704 г. „Жълтия дворец“ (Gelbe Schloss), бароков дворец във Ваймар, нейният вдовишки дворец (Wittum). Йохан Ернст III умира през 1707 г. Вдовицата Шарлота отива да живее в амт Хардислебен.

Шарлота живее 31 години по-дълго от съпруга си. Тя умира на 66 години и е погребана в княжеската гробница във Ваймар.

## Деца
Шарлота и Йохан Ернст III имат децата:
- Карл Фридрих (1695 – 1696)
- Йохан Ернст IV (1696 – 1715), херцог на Саксония-Ваймар
- Мария Луиза (1697 – 1704)
- Христиана София (1700 – 1701)